# 保税物流中心
保税物流中心是中华人民共和国海关一种关务上的保税型态，可以分为保税物流中心（A型）与保税物流中心（B型）。

## 保税物流中心（A型）
保税物流中心（A型）是指以一個物流公司為主，经海关批准，由中華人民共和国境内企业法人经营、专门从事保税仓储物流业务的保税监管场所。這種模式最初在上海市閔行區展開試點。
保稅物流中心（A型）可分為“公用型”及“自用型”。公用型物流中心是指由专门从事仓储物流业务的中華人民共和国境内企业法人经营，向社会提供保税仓储物流综合服务的保税监管场所。自用型物流中心是指中華人民共和国境内企业法人经营，仅向本企业或者本企业集团内部成员提供保税仓储物流服务的保税监管场所。
保税物流中心（A型）經營企業應具備下列資格條件：
（一）经工商行政管理部门注册登记，具有独立的企业法人资格；
（二）具有专门存储货物的营业场所；
（三）具有符合海关监管要求的管理制度。

## 保税物流中心（B型）
保税物流中心（B型）是指经海关批准，中華人民共和国境内一家企业法人经营，多家企业进入并从事保税仓储物流业务的海关集中监管场所。在這一區域內，可以有多家保稅物流企業，開展保稅儲、物流配送、國際中轉、簡單加工以及進出口貿易業務。這種模式在蘇州工業園區首先試點。
保稅物流中心(B型)內企業應當具備下列條件：
（一）具有獨立的法人資格或者特殊情況下的中外企業的分支機構；
（二）具有獨立法人資格的企業註冊資本最低限額為500萬元人民幣；屬企業分支機構，該企業之註冊資本不低於1000萬人民幣；
（二）具備向海關繳納稅款和履行其他法律義務能力；
（四）建立符合海關監管要求的電腦管理系統並與海關聯網；
（五）在物流中心內有專門儲存海關監管貨物的場所。